# Parvicellula shannoni
Parvicellula shannoni är en tvåvingeart som beskrevs av Lane 1956. Parvicellula shannoni ingår i släktet Parvicellula och familjen svampmyggor.
Artens utbredningsområde är Panama. Inga underarter finns listade i Catalogue of Life.